# Lijst van zwemrecords 50 meter vlinderslag mannen
Dit is een overzicht van de verschillende zwemrecords op de 50 meter vlinderslag bij de mannen, onderverdeeld in de langebaan (50 meter) en de kortebaan (25 meter). Het is géén olympisch nummer.

## Langebaan (50 meter)

### Ontwikkeling wereldrecord
| Nr. | Naam                 | Land             | Tijd  | Datum            | Plaats    |
| --- | -------------------- | ---------------- | ----- | ---------------- | --------- |
|     | Andrij Hovorov       | Oekraïne         | 22,27 | 1 juli 2018      | Rome      |
|     | Roland Mark Schoeman | Zuid-Afrika      | 22,96 | 25 juli 2005     | Montréal  |
|     | Roland Mark Schoeman | Zuid-Afrika      | 23,01 | 24 juli 2005     | Montréal  |
|     | Ian Crocker          | Verenigde Staten | 23,30 | 29 februari 2004 | Austin    |
|     | Matt Welsh           | Australië        | 23,43 | 21 juli 2003     | Barcelona |
|     | Geoff Huegill        | Australië        | 23,44 | 27 juli 2001     | Fukuoka   |
|     | Geoff Huegill        | Australië        | 23,60 | 14 mei 2000      | Sydney    |

### OntwikkelingEuropeesrecord
| Nr. | Naam            | Land                | Tijd  | Datum            | Plaats      |
| --- | --------------- | ------------------- | ----- | ---------------- | ----------- |
|     | Rafael Muñoz    | Spanje              | 22,43 | 5 april 2009     | Málaga      |
|     | Milorad Čavić   | Servië              | 23,11 | 19 maart 2008    | Eindhoven   |
|     | Milorad Čavić   | Servië              | 23,25 | 18 maart 2008    | Eindhoven   |
|     | Sergey Breus    | Oekraïne            | 23,38 | 25 juli 2005     | Montréal    |
|     | Jere Hård       | Finland             | 23,50 | 30 juli 2002     | Berlijn     |
|     | Lars Frölander  | Zweden              | 23,57 | 28 juli 2001     | Fukuoka     |
|     | Mark Foster     | Verenigd Koninkrijk | 23,66 | 27 juli 2001     | Fukuoka     |
|     | Denis Pankratov | Rusland             | 23,68 | 10 augustus 1996 | Mulhouse    |
|     | Mark Foster     | Verenigd Koninkrijk | 24,07 | 26 maart 1996    | Cardiff     |
|     | Jan Karlsson    | Zweden              | 24,27 | 1 juli 1994      | Norrköping  |
|     | Jan Karlsson    | Zweden              | 24,33 | 28 juni 1992     | Landskrona  |
|     | Nils Rudolph    | Duitsland           | 24,39 | 8 november 1990  | München     |
|     | Frank Henter    | West-Duitsland      | 24,61 | 22 juli 1988     | Karlsruhe   |
|     | Michael Groß    | West-Duitsland      | 24,77 | 30 juli 1984     | Los Angeles |
|     | Michael Groß    | West-Duitsland      | 25,19 | 2 augustus 1982  | Guayaquil   |

### OntwikkelingNederlandsrecord
| Nr. | Naam                      | Club                    | Tijd  | Datum            | Plaats       |
| --- | ------------------------- | ----------------------- | ----- | ---------------- | ------------ |
|     | Joris Keizer              | PSV                     | 23,68 | 11 juni 2003     | Monaco       |
|     | Pieter van den Hoogenband | PSV                     | 23,88 | 26 juli 1999     | Istanboel    |
|     | Pieter van den Hoogenband | PSV                     | 24,09 | 29 mei 1999      | Brugge       |
|     | Pieter van den Hoogenband | PSV                     | 24,73 | 19 juni 1998     | Eindhoven    |
|     | Joris Keizer              | Arke de Dinkel          | 24,80 | 19 juni 1998     | Eindhoven    |
|     | Joris Keizer              | Arke de Dinkel          | 24,83 | 3 juni 1998      | Monaco       |
|     | Pieter van den Hoogenband | PSV                     | 24,83 | 20 juni 1997     | Eindhoven    |
|     | Stefan Aartsen            | De Kempvis              | 25,02 | 24 mei 1997      | Monaco       |
|     | Casper van Dam            | UZV Zwemlust Den Hommel | 25,30 | 15 juli 1994     | Drachten     |
|     | Erik Ran                  | Zian/Vitesse            | 25,30 | 26 januari 1986  | Amersfoort   |
|     | Erik Ran                  | Zian/Vitesse            | 25,43 | 27 januari 1985  | Amersfoort   |
|     | Erik Ran                  | Zian/Vitesse            | 25,57 | 27 januari 1985  | Amersfoort   |
|     | Erik Ran                  | Zian/Vitesse            | 25,68 | 25 januari 1985  | Amersfoort   |
|     | Cees Vervoorn             | AZC/Microlife           | 25,60 | 30 juli 1984     | Los Angeles  |
|     | Cees Vervoorn             | Zian/Vitesse            | 25,69 | 22 juli 1980     | Moskou       |
|     | Cees Vervoorn             | Zian/Vitesse            | 26,08 | 22 juli 1980     | Moskou       |
|     | Cees Vervoorn             | Zian/Vitesse            | 26,31 | 26 augustus 1978 | West-Berlijn |
|     | Cees Vervoorn             | Zian/Vitesse            | 26,33 | 26 augustus 1978 | West-Berlijn |
|     | Cees Vervoorn             | Zian/Vitesse            | 27,10 | 18 augustus 1977 | Jönköping    |
|     | Cees Vervoorn             | Zian/Vitesse            | 27,36 | 20 juli 1976     | Montréal     |

## Kortebaan (25 meter)

### Ontwikkeling wereldrecord
| Nr. | Naam              | Land                | Tijd  | Datum            | Plaats       |
| --- | ----------------- | ------------------- | ----- | ---------------- | ------------ |
|     | Noe Ponti         | Zwitserland         | 21,32 | 11 december 2024 | Boedapest    |
|     | Noe Ponti         | Zwitserland         | 21,43 | 10 december 2024 | Boedapest    |
|     | Noe Ponti         | Zwitserland         | 21,50 | 2 november 2024  | Singapore    |
|     | Noe Ponti         | Zwitserland         | 21,67 | 20 oktober 2024  | Shanghai     |
|     | Szebasztian Szabo | Hongarije           | 21,75 | 6 november 2021  | Kazan        |
|     | Nicholas Santos   | Brazilië            | 21,75 | 6 oktober 2018   | Boedapest    |
|     | Steffen Deibler   | Duitsland           | 21,80 | 14 november 2009 | Berlijn      |
|     | Amaury Leveaux    | Frankrijk           | 22,18 | 14 december 2008 | Rijeka       |
|     | Amaury Leveaux    | Frankrijk           | 22,29 | 6 december 2008  | Angers       |
|     | Matt Jaukovic     | Australië           | 22,50 | 25 oktober 2008  | Sydney       |
|     | Kaio de Almeida   | Brazilië            | 22,60 | 17 december 2005 | Santos       |
|     | Ian Crocker       | Verenigde Staten    | 22,71 | 10 oktober 2004  | Indianapolis |
|     | Geoff Huegill     | Australië           | 22,74 | 26 januari 2002  | Berlijn      |
|     | Geoff Huegill     | Australië           | 22,84 | 22 januari 2002  | Stockholm    |
|     | Geoff Huegill     | Australië           | 22,84 | 8 december 2001  | Melbourne    |
|     | Mark Foster       | Verenigd Koninkrijk | 22,87 | 17 januari 2001  | Sheffield    |
|     | Michael Klim      | Australië           | 23,11 | 18 juni 2000     | Canberra     |
|     | Lars Frölander    | Zweden              | 23,19 | 19 maart 2000    | Athene       |
|     | Michael Klim      | Australië           | 23,21 | 5 september 1999 | Canberra     |
|     | Miloš Miloševic   | Kroatië             | 23,30 | 12 december 1998 | Sheffield    |
|     | Denis Pankratov   | Rusland             | 23,35 | 8 februari 1997  | Parijs       |
|     | Mark Foster       | Verenigd Koninkrijk | 23,45 | 15 december 1995 | Sheffield    |
|     | Mark Foster       | Verenigd Koninkrijk | 23,55 | 11 februari 1995 | Sheffield    |

- FINA erkent wereldrecords op de 50 meter vlinderslag kortebaan sinds 31 augustus 1994.

### OntwikkelingEuropeesrecord
| Nr. | Naam              | Land                           | Tijd  | Datum            | Plaats        |
| --- | ----------------- | ------------------------------ | ----- | ---------------- | ------------- |
|     | Steffen Deibler   | Duitsland                      | 21,80 | 14 november 2009 | Berlijn       |
|     | Amaury Leveaux    | Frankrijk                      | 22,18 | 14 december 2008 | Rijeka        |
|     | Amaury Leveaux    | Frankrijk                      | 22,29 | 6 december 2008  | Angers        |
|     | Johannes Dietrich | Duitsland                      | 22,62 | 28 november 2008 | Essen         |
|     | Johannes Dietrich | Duitsland                      | 22,64 | 28 november 2008 | Essen         |
|     | Sergey Breus      | Oekraïne                       | 22,86 | 12 april 2008    | Manchester    |
|     | Mark Foster       | Verenigd Koninkrijk            | 22,87 | 17 januari 2001  | Sheffield     |
|     | Lars Frölander    | Zweden                         | 23,19 | 19 maart 2000    | Athene        |
|     | Lars Frölander    | Zweden                         | 23,30 | 11 december 1999 | Lissabon      |
|     | Miloš Miloševic   | Kroatië                        | 23,30 | 12 december 1998 | Sheffield     |
|     | Denis Pankratov   | Rusland                        | 23,35 | 8 februari 1997  | Parijs        |
|     | Mark Foster       | Verenigd Koninkrijk            | 23,45 | 15 december 1995 | Sheffield     |
|     | Mark Foster       | Verenigd Koninkrijk            | 23,55 | 11 februari 1995 | Sheffield     |
|     | Mark Foster       | Verenigd Koninkrijk            | 23,68 | 22 maart 1994    | Sheffield     |
|     | Mark Foster       | Verenigd Koninkrijk            | 23,72 | 19 maart 1994    | Gelsenkirchen |
|     | Mark Foster       | Verenigd Koninkrijk            | 23,72 | 13 februari 1993 | Gelsenkirchen |
|     | Jan Karlsson      | Zweden                         | 23,80 | 21 november 1992 | Espoo         |
|     | Nils Rudolph      | Duitsland                      | 24,05 | 30 maart 1991    | Sheffield     |
|     | Dmitri Volkov     | Sovjet-Unie                    | 24,13 | 20 februari 1990 | Rozzano       |
|     | Nils Rudolph      | Duitse Democratische Republiek | 24,14 | 10 februari 1990 | Bonn          |
|     | Nils Rudolph      | Duitse Democratische Republiek | 24,31 | 12 februari 1989 | Bonn          |
|     | Mark Foster       | Verenigd Koninkrijk            | 24,48 | 14 februari 1988 | Bonn          |
|     | Stephan Güsgen    | West-Duitsland                 | 24,50 | 8 februari 1987  | Bonn          |

### OntwikkelingNederlandsrecord
| Nr. | Naam                      | Club                    | Tijd    | Datum             | Plaats        |
| --- | ------------------------- | ----------------------- | ------- | ----------------- | ------------- |
|     | Bastiaan Tamminga         | Eiffel Swimmers PSV     | 22,97   | 21 december 2008  | Amsterdam     |
|     | Bastiaan Tamminga         | Eiffel Swimmers PSV     | 23,12   | 14 december 2008  | Rijeka        |
|     | Bastiaan Tamminga         | Eiffel Swimmers PSV     | 23,20   | 14 december 2008  | Rijeka        |
|     | Bastiaan Tamminga         | Eiffel Swimmers PSV     | 23,23   | 14 december 2008  | Rijeka        |
|     | Bastiaan Tamminga         | Eiffel Swimmers PSV     | 23,25   | 18 oktober 2008   | Aken          |
|     | Bastiaan Tamminga         | Eiffel Swimmers PSV     | 23,32   | 11 april 2008     | Manchester    |
|     | Bastiaan Tamminga         | Eiffel Swimmers PSV     | 23,46   | 23 december 2007  | Amsterdam     |
|     | Joris Keizer              | PSV                     | 23,50   | 16 december 2001  | Antwerpen     |
|     | Pieter van den Hoogenband | PSV                     | 23,62   | 17 april 1999     | Dordrecht     |
|     | Pieter van den Hoogenband | PSV                     | 23,87   | 11 april 1999     | Eindhoven     |
|     | Joris Keizer              | Arke de Dinkel          | 23,96   | 4 april 1999      | Hongkong      |
|     | Joris Keizer              | Arke de Dinkel          | 24,01   | 4 april 1999      | Hongkong      |
|     | Joris Keizer              | Arke de Dinkel          | 24,09   | 14 februari 1998  | Emmen         |
|     | Pieter van den Hoogenband | PSV                     | 24,16   | 21 januari 1998   | Sydney        |
|     | Pieter van den Hoogenband | PSV                     | 24,23   | 21 januari 1998   | Sydney        |
|     | Mark Veens                | PSV                     | 24,49   | 15 februari 1997  | Amersfoort    |
|     | Mark Veens                | PSV                     | 24,63   | 15 februari 1997  | Amersfoort    |
|     | Mark Veens                | PSV                     | 24,70   | 1 februari 1997   | Gelsenkirchen |
|     | Pieter van den Hoogenband | PSV                     | 24,71   | 23 maart 1996     | Dordrecht     |
|     | Pieter van den Hoogenband | PSV                     | 24,73   | 25 februari 1995  | Emmen         |
|     | Casper van Dam            | AZ&PC/Anova             | 24,94   | 25 februari 1995  | Emmen         |
|     | Pieter van den Hoogenband | PSV                     | 24,94   | 28 januari 1995   | Dordrecht     |
|     | Casper van Dam            | UZV Zwemlust Den Hommel | 24,96   | 6 maart 1993      | Dordrecht     |
|     | Erik Ran                  | Zian/Vitesse            | 25,02   | 27 juli 1987      | Ipswich       |
|     | Erik Ran                  | Zian/Vitesse            | 25,02   | 27 februari 1987  | Ipswich       |
|     | Erik Ran                  | Zian/Vitesse            | 25,19   | 7 februari 1986   | Bonn          |
|     | Erik Ran                  | Zian/Vitesse            | 25,30 1 | 26 januari 1986   | Amersfoort    |
|     | Erik Ran                  | Zian/Vitesse            | 25,43 1 | 27 januari 1985   | Amersfoort    |
|     | Cees Vervoorn             | AZC/Microlife           | 25,51   | 15 september 1984 | Amsterdam     |
|     | Cees Vervoorn             | AZC/Microlife           | 25,60 1 | 30 juli 1984      | Los Angeles   |
|     | Cees Vervoorn             | Zian/Vitesse            | 25,69 1 | 22 juli 1980      | Moskou        |

1 = Gezwommen op langebaan. Indien tijd op langebaan sneller is dan tijd op kortebaan dan geldt de eerste als officieel record.